# آوي يوكي
آوي يوكي (悠木碧 يوكي آوي) (اسمها الحقيقي آوي يابوساكي (八武崎碧 يابوساكي آوي)) هي ممثلة ومغنية يابانية ولدت في 27 مارس 1992 في محافظة تشيبا.

## أدوارها في التوكوساتسو
- كامن رايدر 555 - ماري سونودا (أيام الصبا)

## أدوارها في الأنمي

### مسلسلات أنمي تلفزيونية
- صوت السماء - نويل كانّاغي
- دورارارا!! - شينرا كيشيتاني (أيام الطفولة)
- بوكيمون بلاك/وايت - آيريس
- شيكي - سوناكو كيريشيكي
- دانس إن ذا فامباير باند - مينا تيبيس
- رغم كل ذلك، البلدة تدور - توشيكو تاتسونو
- كامينوميزو شيرو سيكاي - ميو آوياما
- كامينوميزو شيرو سيكاي: الحارسات - ميو آوياما
- شيكاباني هيمي: أكا - أكيرا توؤكا
- شيكاباني هيمي: كورو - أكيرا توؤكا
- الفتاة الساحرة مادوكا ماجيكا - مادوكا كانامي
- غوسيك - فيكتوريكا دو بلوا
- القناة A - تورو
- بن تو - هانا أوشيروي
- بيرسونا 4 ذي أنيميشن - آيكا ناكامورا
- بيرسونا 4 ذا غولدن أنيميشن - آيكا
- بيرسونا 5 ذي أنيميشن - فوتابا ساكورا
- لاست إكسايل: فام ذات الأجنحة الفضية - جيزيل كوليت
- هيوكا - كوراكو إيبا، ماتسويو
- بليزبلو آلتر ميموري - بلاتينوم ذا ترينيتي
- فالفريف الثوري - أكيرا رينبوكوجي
- أغنية حب طيار - كلير كروز/نينا فيينتو
- سول إيتر نوت! - ميمي تاتاني
- بلاك بوليت - كوهينا هيروكو
- فري! Eternal Summer - سوسكي يامازاكي (أيام الطفولة)
- خليلة (مؤقتة) - إيسوزو شيرانوي
- سورد آرت أونلاين II - يوكي/يوكي كونّو
- الخطايا السبع المميتة - ديان
- الخطايا السبع المميتة: تلميحات الحرب المقدسة - ديان
- الخطايا السبع المميتة: إعادة إحياء الوصايا - ديان، كاث
- الخطايا السبع المميتة: غضب الملوك - ديان، كاث
- الخطايا السبع المميتة: قضاء الغضب - ديان
- وورلد بريك السيف المقدس - شيزونو أوروشيبارا
- يوريكوما أراشي - ميتسوكو يوريزونو
- طوكيو غول A√ - كورونا ياسوهيرو
- طوكيو غول:re - كورونا ياسوهيرو
- أبطال الزهور الستة - فليمي سبيدرو
- ون بنش مان - تورنيدو المرعبة
- يامادا-كن و الساحرات السبع - نوا تاكيغاوا
- كوميديا رومانسية شبابي خاطئة كما توقعت. - كوماتشي هيكيغايا
- كوميديا رومانسية شبابي خاطئة كما توقعت. التتمة - كوماتشي هيكيغايا
- ملك الشياطين في المقعد الأخير - كوروني
- سنكي زيشو سيمفوجير - هيبيكي تاتشيبانا
- سنكي زيشّو سيمفوجير G - هيبيكي تاتشيبانا
- سنكي زيشّو سيمفوجير GX - هيبيكي تاتشيبانا
- سنكي زيشّو سيمفوجير AXZ - هيبيكي تاتشيبانا
- سنكي زيشّو سيمفوجير XV - هيبيكي تاتشيبانا
- سيراف النهاية - كرول تيبس
- سرالفة النهاية: معركة ناغويا - كرول تيبس
- غانغستا - نينا
- كيوس دراغون: حرب التنين الأحمر - شادي
- إيس أتورني - مايا فاي
- البلدة في غيابي - كايو هينازوكي
- أكاديميتي للأبطال - تسويو أسوي
- ديفاين غيت - دوروثي
- كواليديا كود - مايهيمي تينكاوا
- ملحمة تانيا الآثمة - تانيا ديغريتشاف
- أكا: قسم التفتيش الخاص بالقطاع 13 - لوتا أوتاس، شني
- يونغ بلاك جاك - إيري إيماغامي
- رحلة كينو - ساكورا
- رحلة كينو (2017) - كينو
- مرحبا بك في قاعة الرقص - أكيرا كوموتو
- أسد مارس - ميغومي تاكاغي
- هاكاتا تونكوتسو رامنز - ميساكي
- بوبتيبيبيك - بوبوكو (الحلقة 2A)
- ملحمة مسيرة الموت إلى العالم الآخر - أريسا
- هاكومي و ميكوتشي - كونجو
- أوفرلورد - كليمينتين
- الحب صعب على الأوتاكو - كو ساكوراغي
- الملك القاهر وفالكيريا المقدسة - آلبرتينا
- يوغي ARC-V - أورا سنتيا
- راديان - ميلي
- أسوبي أسوباسي - تسوغومي آوزورا
- سيرك كاراكوري - كولومبين
- لورد أوف فيرميليون: الملك القرمزي - كوؤمي ساكياما
- قاتل الغوبلن - الراوية
- بوغيبوب آند أذرز - بوغيبوب
- جاندام بيلد فايترز - كيرارا/ميهوشي
- فريق الإطفاء الناري - تاماكي كوتاتسو
- فريق الإطفاء الناري: الجزء الثاني - تاماكي كوتاتسو
- غرانبيلم - سويشو هاكامادا
- إيسيكاي كوارتيت - تانيا ديغريتشاف
- غابة البيانو - تاكاكو ماروياما
- سيف قاتل الشياطين - المرشدة ذات الشعر الأسود
- محققو الحيوانات - دانية
- المحقق كونان - فوناكو ناكاي (الإستنتاج الحائر للفتاة الحالمة)
- استأجر حبيبة - مامي نانامي
- سايونارا واتاشي نو كوراما - ميدوري سوشيزاكي
- مذكرات العطارة - ماوماو
- إينازوما اليفن غو كرونوستون - نانوبانا كيناكو
- فصل التجسس - مونيكا

### أوفا أنمي
- كوبيكيري سايكل: الموهوبة الزرقاء ومسخر الهراء - تومو كوناغيسا

### أفلام أنمي
- سلسلة أفلام بوكيمون
  - فيلم بوكيمون بلاك: فيكتيني و ريشيرام - آيريس
  - فيلم بوكيمون وايت: فيكتيني وزيكروم - آيريس
  - فيلم بوكيمون: كيوريم ضد سيف العدالة - آيريس
  - فيلم بوكيمون: جينيسيكت و نهوض الأسطورة - آيريس
- سلسلة أفلام الفتاة الساحرة مادوكا ماجيكا
  - الفتاة الساحرة مادوكا ماجيكا: البداية - مادوكا كانامي
  - الفتاة الساحرة مادوكا ماجيكا: الأبدية - مادوكا كانامي
  - الفتاة الساحرة مادوكا ماجيكا: الثورة - مادوكا كانامي
- صوت صامت - يوزورو نيشيميا.[4]
- أبلسيد ألفا - آيريس
- الليل قصير, سيري يا فتاة - برنسس داروما
- الخطايا السبع المميتة: أسرى السماء - ديان
- الخطايا السبع المميتة: الملعونون من قبل النور - ديان
- دورايمون: نوبيتا و جزيرة الكنز - كويز
- اسمك - ساياكا ناتوري
- فيلم ملحمة تانيا الآثمة - تانيا ديغريتشاف
- أكاديميتي للأبطال ذا موفي: البطلين - تسويو أسوي
- أكاديميتي للأبطال ذا موفي: هيروز: رايزينغ - تسويو أسوي

### قرص مدمج درامي
- اكون تو كانوجو - نون

## أدوارها في ألعاب الفيديو
- خليلة (مؤقتة) - إيسوزو شيرانوي
- الخطايا السبع المميتة: أنجاست سن - ديان
- ذا سفن ديدلي سنز: نايتس أوف بريتانيا - ديان
- سلسلة ألعاب بليزبلو
  - بليزبلو كونتينيوم شيفت - بلاتينوم ذا ترينيتي
  - بليزبلو كرونو فانتازما - بلاتينوم ذا ترينيتي
- بليزبلو كروس تاغ باتل - بلاتينوم ذا ترينيتي
- أكاديميتي للأبطال: باتل فور أول - تسويو أسوي
- ماي هيرو ونز جاستيس - تسويو أسوي
- ماي هيرو ونز جاستيس 2 - تسويو أسوي
- بيرسونا 5 - فوتابا ساكورا
- بيرسونا 5 رويال - فوتابا ساكورا
- بيرسونا 5 دانسينغ إن ستارلايت - فوتابا ساكورا
- بيرسونا 5 سترايكرز - فوتابا ساكورا
- الفتاة الساحرة مادوكا ماجيكا بورتبل - مادوكا كانامي
- الفتاة الساحرة مادوكا ماجيكا: ذا باتل بنتاغرام - مادوكا كانامي
- نير: أوتوماتا - باسكال
- ستريت فايتر V - منات
- بوكيمون ليتس غو، بيكاتشو!/إيفي! - إيفي
- فاير إمبلم: ثري هاوسيس - ليسيثيا

### أدوارها في الدراما الصوتية
- مذكرات العطارة - ماوماو

## أدوارها في الدبلجة اليابانية
- سونيك بوم - ستيكس
- سبايدرمان: إنتو ذا سبايدر-فيرس - غوين ستيسي/سبايدر-غوين

## وصلات خارجية
- آوي يوكي على موقع IMDb (الإنجليزية)
- آوي يوكي على موقع ميتاكريتيك (الإنجليزية)
- آوي يوكي على موقع روتن توميتوز (الإنجليزية)
- آوي يوكي على موقع ألو سيني (الفرنسية)
- آوي يوكي على موقع ميوزك برينز (الإنجليزية)
- آوي يوكي على موقع أول ميوزيك (الإنجليزية)
- آوي يوكي على موقع ديسكوغز (الإنجليزية)
- آوي يوكي على موقع قاعدة بيانات الفيلم (الإنجليزية)
- آوي يوكي على موقع ليتربوكسد (الإنجليزية)
- آوي يوكي على موقع كينوبويسك (الروسية)